# ورخنیه کولکی
ورخنیه کولکی (به لاتین: Verkhniye Kolki) یک منطقهٔ مسکونی در روسیه است که در استان آستراخان واقع شده‌است.